# Combattimento fra galli
Combattimento fra galli o Combattimento di galli (Un combat de coqs), anche noto come Giovani greci assistono a un combattimento di galli (Jeunes Grecs faisant battre des coqs), è un dipinto a olio su tela del 1846 dell’artista francese Jean-Léon Gérôme, conservato al museo d'Orsay.

## Storia
Gérôme dipinse quest'opera quando era alunno di Paul Delaroche, il quale lo incoraggiò ad esporre il quadro al Salone del 1847, dove venne apprezzato (fu criticato solo da Baudelaire) e fu premiato con una medaglia d'oro. Dopo l'esposizione al Salon il dipinto venne venduto al signor Roux-Laborie ed entrò a far parte della sua collezione privata. Nel 1873 il dipinto venne acquistato dallo stato francese grazie all'intervento di Adolphe Goupil, suocero dell'artista. Il dipinto venne quindi esposto nel museo del Lussemburgo, poi nel 1920 venne trasferito nel museo del Louvre e nel 1986 venne esposto nel museo d'Orsay, dove si trova tuttora.

## Descrizione
Il dipinto raffigura un combattimento fra galli osservato da due giovani greci, un ragazzo e una ragazza, i quali sono pressoché nudi. Il ragazzo tocca con una mano uno dei galli, forse per stuzzicarlo e spingerlo a combattere, mentre la ragazza si limita a osservare la scena. Secondo alcune fonti, la modella che avrebbe posato per la ragazza greca sarebbe stata Christine Roux.
I personaggi si trovano presso un monumento in pietra e presso della vegetazione. Sullo sfondo si vedono il mare ed un rilievo in lontananza, individuabile con l'isola di Capri vista da Napoli. Il dipinto è un esempio di stile neogreco (in francese: mouvement néo-grec).